# トレインパーク白山
トレインパーク白山（トレインパークはくさん、英：Train Park Hakusan）は、石川県白山市にある、新幹線を中心とした展示を行う博物館。JR西日本白山総合車両所に隣接し、そこでの作業を窓越しに見学できるのが特徴。
正式名称は「白山市立高速鉄道ビジターセンター」だが、公募により「トレインパーク白山」が愛称に採用された。

## 沿革
白山市は、JR西日本白山総合車両所ばかりではなく、金沢総合車両所松任本所（現在は閉所）、北陸鉄道石川線の鶴来車輌工場を持つことから、鉄道の街を標榜してきた。その観光の目玉としてトレインパーク白山が計画された。車両整備と新幹線の見学を可能にするため、白山総合車両所に隣接した農地が建設場所に採用された。2022年から建設が始まり、2024年3月13日に開業した。

## 主な展示
エリア名称は公式サイトによる。

### 1階
- 新幹線 学びと体感エリア

有料。北陸新幹線（E7/W7系）に使用されている実物の台車、パンタグラフなどの部品を展示。実車の運転台のパーツを流用した運転シミュレータも設置。
- 観光情報 おみやげエリア

白山市、そして隣接する能美市、野々市市、川北町の観光情報を発信し、特産品やトレインパーク白山のオリジナルグッズを販売。

### 3階
- こども あそびエリア

有料。霊峰白山をモチーフとした大型立体遊具を設置。

### 4階
- 新幹線 見学エリア

1階か3階への切符が必要。渡り廊下を使って白山総合車両所内での新幹線の点検・整備の様子を見学できる。撮影は可能であるが、作業者の撮影は配慮するようにとの掲示がある。

### 5階
- 屋上 展望室エリア

無料。新幹線本線を走行する新幹線車両を間近から見ることができる。新幹線の予定通過時刻の掲載あり。また反対側では晴天時に白山を眺望できる。

## 利用案内
- 大人：500円、中学生以下：無料[2] ※ただし、1階と3階は別チケットが必要。
- トレインシミュレーター 大型：300円、小型：100円[2]
- 営業時間：午前9時から午後5時[2]
- 休館日：毎週水曜日、年末年始[2]

## アクセス
- IRいしかわ鉄道線 加賀笠間駅から徒歩で約20分。
- 有料シャトルバスが駅の海側から1時間に1-2本運行している。5分ほど。